# 세키촌 (이바라키현)
세키촌(世喜村)은 이바라키현 구지군에 일찍이 존재했던 촌이다.

## 지리
- 현재의 히타치오미야시 동부에 해당한다.

## 역사
- 1889년 4월 1일 - 정촌제 시행에 의해 구지군 세키촌이 성립하였다.
- 1955년 3월 31일 - 아래와 같이 시정촌 합병애 의해 소멸하였다.
  - 나카군 오미야정, 가미노촌, 다마가와촌, 오가촌, 오바촌, 시즈촌의 일부와 합병해, 새로운 오미야정이 성립하였다.
  - 데루야마, 오구라는 시모오가와촌의 일부(니시가네, 모리가네의 일부)와 함께 나카군 야마카타정에 편입되었다.
  - 도미오카의 일부는 히타치오미야시에 편입되었다.

## 인구
| 1889년 | 2,993 |
| 1891년 | 3,039 |
| 1920년 | 3,432 |
| 1935년 | 3,596 |
| 1950년 | 4,279 |

## 참고문헌
- 大宮町史編さん委員会編 『大宮町史』、大宮町、1977年
- 角川日本地名大辞典編纂委員会『가도카와 일본 지명 대사전 8 茨城県』、가도카와 쇼텐、1983年 ISBN 4040010809